# Denmark Open 2004
Die Denmark Open 2004 waren eines der Top-10-Turniere des Jahres im Badminton in Europa. Sie fanden in Aarhus vom 5. bis 10. Oktober 2004 statt.

## Austragungsort
- Aarhus Atletion, The Arena

## Sieger und Platzierte
| Disziplin    | Gold                        | Silber                      | Bronze                               |
| ------------ | --------------------------- | --------------------------- | ------------------------------------ |
| Herreneinzel | Lin Dan                     | Xia Xuanze                  | Anders Boesen                        |
| Herreneinzel | Lin Dan                     | Xia Xuanze                  | Peter Gade                           |
| Dameneinzel  | Xie Xingfang                | Yao Jie                     | Pi Hongyan                           |
| Dameneinzel  | Xie Xingfang                | Yao Jie                     | Camilla Martin                       |
| Herrendoppel | Lars Paaske Jonas Rasmussen | Markis Kido Hendra Setiawan | Alvent Yulianto Luluk Hadiyanto      |
| Herrendoppel | Lars Paaske Jonas Rasmussen | Markis Kido Hendra Setiawan | Jens Eriksen Martin Lundgaard Hansen |
| Damendoppel  | Wei Yili Zhao Tingting      | Zhang Dan Zhang Yawen       | Cai Jiani Qiang Hong                 |
| Damendoppel  | Wei Yili Zhao Tingting      | Zhang Dan Zhang Yawen       | Rikke Olsen Mette Schjoldager        |
| Mixed        | Chen Qiqiu Zhao Tingting    | Nathan Robertson Gail Emms  | Mathias Boe Helle Nielsen            |
| Mixed        | Chen Qiqiu Zhao Tingting    | Nathan Robertson Gail Emms  | Xie Zhongbo Zhang Yawen              |

## Finalergebnisse
| Disziplin    | Sieger                      | Finalist                    | Ergebnis           |
| ------------ | --------------------------- | --------------------------- | ------------------ |
| Herreneinzel | Lin Dan                     | Xia Xuanze                  | 15–12, 15–11       |
| Dameneinzel  | Xie Xingfang                | Yao Jie                     | 11-9, 8-11, 11-7   |
| Herrendoppel | Lars Paaske Jonas Rasmussen | Markis Kido Hendra Setiawan | 15–6, 15–13        |
| Damendoppel  | Wei Yili Zhao Tingting      | Zhang Dan Zhang Yawen       | 15-13, 12-15, 15-7 |
| Mixed        | Chen Qiqiu Zhao Tingting    | Nathan Robertson Gail Emms  | 15–4, 15–11        |

## Ergebnisse

### Herreneinzel Qualifikation
- Maxim Carpenco –  Johannes Schöttler: 17-16 / 6-15 / 15-12
- Steinar Klausen –  Kasper Sorensen: 15-10 / 17-15
- Theis Christiansen –  Koen Ridder: 15-9 / 15-4
- Alexander Hansson –  Tryggvi Nielsen: 15-8 / 13-15 / 15-10
- Sebastian Schöttler –  Lars Gunnar Abusdal: 15-6 / 15-7
- Zhang Yi –  Martin Bille Larsen: 15-5 / 15-1
- Yong Yudianto –  Magnus Sahlberg: 11-15 / 15-5 / 15-7
- Jonas Lyduch –  David Thor Gudmundsson: 15-6 / 15-9
- Kasper Madsen –  Sven Eric Kastens: 15-10 / 10-15 / 15-10
- Simon Knutsson –  Daniel Reynisson: 15-0 / 15-6
- Keita Masuda –  Jacob Damgaard: 15-3 / 15-7
- Mikkel Delbo Larsen –  Holmsteinn Valdimarsson: 15-0 / 15-3
- Steinar Klausen –  Maxim Carpenco: 15-12 / 15-5
- Theis Christiansen –  Alexander Hansson: 15-7 / 15-11
- Zhang Yi –  Sebastian Schöttler: 15-6 / 15-5
- Yong Yudianto –  Jonas Lyduch: 8-15 / 17-14 / 15-3
- Simon Knutsson –  Kasper Madsen: 15-1 / 9-15 / 15-2
- Keita Masuda –  Mikkel Delbo Larsen: 15-6 / 15-8

### Herreneinzel
- Lin Dan –  Peter Mikkelsen: 15-6 / 15-9
- Toru Matsumoto –  Jens Marmsten: 15-7 / 15-7
- Hidetaka Yamada –  Steinar Klausen: 15-7 / 15-1
- Daniel Damgaard –  Arvind Bhat: 15-12 / 15-13
- Kenneth Jonassen –  Kyle Hunter: 15-1 / 15-7
- Kasper Ødum –  Per-Henrik Croona: 13-15 / 15-1 / 15-2
- Sho Sasaki –  Eric Pang: 15-11 / 15-11
- Joachim Persson –  Theis Christiansen: 15-3 / 15-5
- Sony Dwi Kuncoro –  Jesper Skau Madsen: 15-4 / 15-6
- Kasper Fangel –  Luo Yigang: 15-4 / 15-11
- Anders Boesen –  Abhinn Shyam Gupta: 15-3 / 15-7
- Lee Yen Hui Kendrick –  Pedro Yang: 15-3 / 15-11
- Ng Wei –  Pei Wee Chung: 15-7 / 15-5
- Jens Roch –  Magnus Repsgard: 15-5 / 15-2
- Sune Gavnholt –  Jürgen Koch: 15-9 / 6-15 / 15-8
- Yousuke Nakanishi –  Jesper Christensen: 15-13 / 15-4
- Marc Zwiebler –  Anders Malthe Nielsen: 15-4 / 15-8
- Niels Christian Kaldau –  Simon Knutsson: 15-3 / 15-1
- Zhang Yi –  Vidre Wibowo: 15-4 / 15-7
- Joachim Fischer Nielsen –  Keishi Kawaguchi: 15-6 / 15-12
- George Rimarcdi –  Peter Zauner: 15-10 / 15-9
- Agus Hariyanto –  Nikhil Kanetkar: 14-17 / 15-6 / 15-12
- Nicholas Kidd –  Erick Anguiano: 15-7 / 15-11
- Xia Xuanze –  Rasmus Wengberg: 15-2 / 15-10
- Michael Christensen –  Keita Masuda: 15-8 / 15-9
- Shoji Sato –  Andrew Dabeka: 15-7 / 15-8
- Conrad Hückstädt –  Kaveh Mehrabi: 15-8 / 15-6
- Dicky Palyama –  Jim Ronny Andersen: 15-6 / 15-6
- Simon Santoso –  Jens-Kristian Leth: 15-10 / 15-8
- Przemysław Wacha –  Kristian Midtgaard: 15-5 / 15-1
- Sairul Amar Ayob –  Aamir Ghaffar: 15-10 / 15-3
- Peter Gade –  Yong Yudianto: 15-3 / 15-3
- Lin Dan –  Toru Matsumoto: 15-4 / 15-11
- Hidetaka Yamada –  Daniel Damgaard: 15-10 / 15-3
- Kenneth Jonassen –  Kasper Ødum: 15-2 / 15-1
- Joachim Persson –  Sho Sasaki: 15-3 / 15-1
- Sony Dwi Kuncoro –  Kasper Fangel: 15-7 / 15-3
- Anders Boesen –  Lee Yen Hui Kendrick: 12-15 / 15-13 / 15-12
- Ng Wei –  Jens Roch: 15-9 / 15-1
- Yousuke Nakanishi –  Sune Gavnholt: 15-4 / 15-3
- Niels Christian Kaldau –  Marc Zwiebler: 17-14 / 15-4
- Joachim Fischer Nielsen –  Zhang Yi: 15-13 / 17-16
- George Rimarcdi –  Agus Hariyanto: 17-15 / 15-13
- Xia Xuanze –  Nicholas Kidd: 12-15 / 15-3 / 15-8
- Shoji Sato –  Michael Christensen: 15-8 / 15-9
- Dicky Palyama –  Conrad Hückstädt: 15-4 / 4-15 / 15-4
- Simon Santoso –  Przemysław Wacha: 15-7 / 15-2
- Peter Gade –  Sairul Amar Ayob: 15-6 / 8-15 / 15-8
- Lin Dan –  Hidetaka Yamada: 17-16 / 15-6
- Kenneth Jonassen –  Joachim Persson: 15-6 / 16-17 / 15-6
- Anders Boesen –  Sony Dwi Kuncoro: 11-15 / 15-13 / 15-1
- Ng Wei –  Yousuke Nakanishi: 15-3 / 15-11
- Niels Christian Kaldau –  Joachim Fischer Nielsen: 9-15 / 15-9 / 15-5
- Xia Xuanze –  George Rimarcdi: 15-7 / 15-8
- Dicky Palyama –  Shoji Sato: 15-11 / 13-15 / 15-8
- Peter Gade –  Simon Santoso: 15-10 / 15-11
- Lin Dan –  Kenneth Jonassen: 16-17 / 15-3
- Anders Boesen –  Ng Wei: 17-16 / 15-5
- Xia Xuanze –  Niels Christian Kaldau: 5-15 / 15-3 / 15-5
- Peter Gade –  Dicky Palyama: 15-7 / 15-1
- Lin Dan –  Anders Boesen: 09. Mrz
- Xia Xuanze –  Peter Gade: 15-12 / 15-13
- Lin Dan –  Xia Xuanze: 15-12 / 15-11

### Dameneinzel Qualifikation
- Helene Abusdal –  Tinna Helgadóttir: 11-4 / 11-9
- Alyssa Ramdath –  Katrín Atladóttir: 11-5 / 11-4
- Miyuki Maeda –  Sofia Werner: 11-7 / 11-1
- Satoko Suetsuna –  Adalheidur Palsdottir: 11-1 / 11-1
- Helene Abusdal –  Alyssa Ramdath: 1-11 / 5-3
- Satoko Suetsuna –  Miyuki Maeda: 11-2 / 11-3

### Dameneinzel
- Tine Baun –  Camilla Sørensen: 11-0 / 11-2 / 0-5
- Chen Lanting –  Julia Mann: 11-5 / 11-4
- Tine Høy –  Nina Weckström: 5-11 / 11-6 / 11-8
- Sara Persson –  Helene Abusdal: 11-0 / 11-3
- Juliane Schenk –  Solenn Pasturel: 11-3 / 11-0
- Karin Schnaase –  Amalie Fangel: 11-9 / 11-3
- Amalie Dynnes Orsted –  Xing Aiying: 11-8 / 11-7
- Kati Tolmoff –  Liu Fan Frances: 11-4 / 9-11 / 11-9
- Pi Hongyan –  Mie Schjøtt-Kristensen: 11-0 / 11-3
- Tine Baun –  Shinta Mulia Sari: 11-3 / 11-1
- Xu Huaiwen –  Satoko Suetsuna: 10-13 / 11-1 / 11-4
- Chen Lanting –  Nicole Grether: 11-4 / 11-6
- Yao Jie –  Line Isberg: 11-0 / 11-4
- Tine Høy –  Mette Pedersen: 12-13 / 11-2 / 11-4
- Chen Li –  Kaori Mori: 11-7 / 11-7
- Sara Persson –  Ragna Ingólfsdóttir: 9-11 / 11-2 / 11-3
- Juliane Schenk –  Anne Marie Pedersen: 11-3 / 11-5
- Tracey Hallam –  Anna Rice: 11-3 / 11-8
- Karin Schnaase –  Tatiana Vattier: 11-5 / 6-11 / 11-9
- Xie Xingfang –  Eriko Hirose: 11-3 / 11-5
- Amalie Dynnes Orsted –  Nanna Brosolat Jensen: 11-4 / 11-4
- Kanako Yonekura –  Judith Meulendijks: 11-7 / 8-10
- Aparna Popat –  Kati Tolmoff: 11-6 / 11-7
- Camilla Martin –  Zhu Lin: 11-2 / 11-1
- Pi Hongyan –  Tine Baun: 11-6 / 11-2
- Chen Lanting –  Xu Huaiwen: 13-11 / 11-6
- Yao Jie –  Tine Høy: 11-4 / 11-2
- Chen Li –  Sara Persson: 11-7 / 11-8
- Juliane Schenk –  Tracey Hallam: 11-2 / 4-11 / 11-7
- Xie Xingfang –  Karin Schnaase: 11-2 / 11-10
- Kanako Yonekura –  Amalie Dynnes Orsted: 11-3 / 11-3
- Camilla Martin –  Aparna Popat: 11-4 / 7-11 / 11-3
- Pi Hongyan –  Chen Lanting: 13-10 / 11-8
- Yao Jie –  Chen Li: 11-6 / 13-11
- Xie Xingfang –  Juliane Schenk: 11-4 / 11-2
- Camilla Martin –  Kanako Yonekura: 11-4 / 7-11 / 11-3
- Yao Jie –  Pi Hongyan: 11-2 / 11-5
- Xie Xingfang –  Camilla Martin: 11-9 / 11-0
- Xie Xingfang –  Yao Jie: 11-9 / 8-11 / 11-7

### Herrendoppel
- Thomas Laybourn /  Peter Steffensen –  Maxim Carpenco /  Egor Ursatii: 15-1 / 15-0
- Keishi Kawaguchi /  Toru Matsumoto –  Mike Beres /  William Milroy: 15-12 / 15-3
- Peter Hasbak /  Jonas Glyager Jensen –  Sven Eric Kastens /  Johannes Schöttler: 15-4 / 15-5
- Howard Bach /  Tony Gunawan –  Ingo Kindervater /  Björn Siegemund: 15-5 / 15-3
- Simon Archer /  Robert Blair –  Kyle Hunter /  Brian Prevoe: 15-6 / 15-6
- Gu Jian /  Lu Jian –  David Thor Gudmundsson /  Tryggvi Nielsen: 15-1 / 15-3
- Mathias Boe /  Carsten Mogensen –  Henrik Andersson /  Fredrik Bergström: 15-4 / 15-6
- David Lindley /  Kristian Roebuck –  George Rimarcdi /  Vidre Wibowo: 15-11 / 15-4
- Jens Eriksen /  Martin Lundgaard Hansen –  Erick Anguiano /  Pedro Yang: 15-1 / 15-3
- Thomas Laybourn /  Peter Steffensen –  Joachim Fischer Nielsen /  Jesper Larsen: 15-13 / 15-6
- Anthony Clark /  Nathan Robertson –  Imanuel Hirschfeld /  Jörgen Olsson: 15-4 / 15-7
- Sho Sasaki /  Shoji Sato –  Keishi Kawaguchi /  Toru Matsumoto: 3-15 / 15-9 / 15-12
- Rasmus Andersen /  Michael Lamp –  Lars Gunnar Abusdal /  Jim Ronny Andersen: 15-5 / 15-9
- Thomas Røjkjær Jensen /  Tommy Sørensen –  Peter Hasbak /  Jonas Glyager Jensen: 13-15 / 15-10 / 15-6
- Markis Kido /  Hendra Setiawan –  Keita Masuda /  Tadashi Ohtsuka: 15-5 / 15-11
- Howard Bach /  Tony Gunawan –  Magnus Sahlberg /  Dennis von Dahn: 15-3 / 15-7
- Simon Archer /  Robert Blair –  Martin Bille Larsen /  Mikkel Delbo Larsen: 15-4 / 15-0
- Liu Kwok Wa /  Albertus Susanto Njoto –  Jürgen Koch /  Peter Zauner: 15-8 / 15-7
- Guo Zhendong /  Xu Chen –  Gu Jian /  Lu Jian: 11-15 / 15-8 / 15-7
- Lars Paaske /  Jonas Rasmussen –  Masahiko Kinoshita /  Masayuki Sakai: 15-5 / 15-3
- Mathias Boe /  Carsten Mogensen –  Joakim Hansson /  Rasmus Wengberg: 15-4 / 15-5
- Michał Łogosz /  Robert Mateusiak –  Roman Spitko /  Michael Fuchs: 15-12 / 17-14
- David Lindley /  Kristian Roebuck –  Bruce Topping /  Mark Topping: 15-0 / 15-12
- Alvent Yulianto /  Luluk Hadiyanto –  Anders Kristiansen /  Simon Mollyhus: 15-7 / 15-5
- Jens Eriksen /  Martin Lundgaard Hansen –  Thomas Laybourn /  Peter Steffensen: 11-15 / 15-9 / 15-7
- Anthony Clark /  Nathan Robertson –  Sho Sasaki /  Shoji Sato: 15-8 / 15-12
- Rasmus Andersen /  Michael Lamp –  Thomas Røjkjær Jensen /  Tommy Sørensen: 15-11 / 15-4
- Markis Kido /  Hendra Setiawan –  Howard Bach /  Tony Gunawan: 15-6 / 15-13
- Simon Archer /  Robert Blair –  Liu Kwok Wa /  Albertus Susanto Njoto: 15-11 / 15-10
- Lars Paaske /  Jonas Rasmussen –  Guo Zhendong /  Xu Chen: 15-7 / 15-13
- Mathias Boe /  Carsten Mogensen –  Michał Łogosz /  Robert Mateusiak: 11-15 / 15-4 / 15-9
- Alvent Yulianto /  Luluk Hadiyanto –  David Lindley /  Kristian Roebuck: 15-6 / 15-12
- Jens Eriksen /  Martin Lundgaard Hansen –  Anthony Clark /  Nathan Robertson: 15-13 / 9-15 / 15-4
- Markis Kido /  Hendra Setiawan –  Rasmus Andersen /  Michael Lamp: 17-15 / 15-10
- Lars Paaske /  Jonas Rasmussen –  Simon Archer /  Robert Blair: 15-2 / 12-15 / 15-11
- Alvent Yulianto /  Luluk Hadiyanto –  Mathias Boe /  Carsten Mogensen: 11-15 / 15-4 / 17-15
- Markis Kido /  Hendra Setiawan –  Jens Eriksen /  Martin Lundgaard Hansen: 13-15 / 15-12 / 15-7
- Lars Paaske /  Jonas Rasmussen –  Alvent Yulianto /  Luluk Hadiyanto: 15-10 / 15-9
- Lars Paaske /  Jonas Rasmussen –  Markis Kido /  Hendra Setiawan: 15-6 / 15-13

### Damendoppel
- Gail Emms /  Donna Kellogg –  Tinne Kruse /  Christinna Pedersen: 15-4 / 15-0
- Mie Schjøtt-Kristensen /  Camilla Sørensen –  Astrid Hoffmann /  Gitte Köhler: 15-5 / 15-3
- Miyuki Maeda /  Satoko Suetsuna –  Kelly Matthews /  Natalie Munt: 15-4 / 15-0
- Cai Jiani /  Qian Hong –  Pernille Harder /  Helle Nielsen: 7-15 / 15-10 / 15-10
- Caren Hückstädt /  Carina Mette –  Katrín Atladóttir /  Tinna Helgadóttir: 15-6 / 15-6
- Dai Xiaoyan /  Lene Mørk –  Line Isberg /  Tina Olsen: 15-4 / 15-8
- Nicole Grether /  Juliane Schenk –  Liza Parker /  Suzanne Rayappan: 15-2 / 15-11
- Kathrin Piotrowski /  Karin Schnaase –  Sofia Werner /  Emma Hogberg: 15-3 / 15-5
- Zhang Dan /  Zhang Yawen –  Anastasia Russkikh /  Karina Sørensen: 15-1 / 15-11
- Chen Li /  Zhu Lin –  Jwala Gutta /  Shruti Kurien: w.o.
- Jiang Yanmei /  Li Yujia –  Jo Novita /  Lita Nurlita: w.o.
- Rikke Olsen /  Mette Schjoldager –  Liliyana Natsir /  Natalia Poluakan: w.o.
- Shinta Mulia Sari /  Xing Aiying –  Ragna Ingólfsdóttir /  Adalheidur Palsdottir: w.o.
- Kumiko Ogura /  Reiko Shiota –  Britta Andersen /  Judith Meulendijks: w.o.
- Lena Frier Kristiansen /  Kamilla Rytter Juhl –  Nina Weckström /  Anu Nieminen: w.o.
- Wei Yili /  Zhao Tingting –  Chen Li /  Zhu Lin: 15-2 / 15-2
- Gail Emms /  Donna Kellogg –  Mie Schjøtt-Kristensen /  Camilla Sørensen: 15-6 / 15-9
- Jiang Yanmei /  Li Yujia –  Miyuki Maeda /  Satoko Suetsuna: 15-6 / 15-10
- Rikke Olsen /  Mette Schjoldager –  Dai Xiaoyan /  Lene Mørk: 15-4 / 15-7
- Nicole Grether /  Juliane Schenk –  Shinta Mulia Sari /  Xing Aiying: 15-10 / 15-8
- Kumiko Ogura /  Reiko Shiota –  Kathrin Piotrowski /  Karin Schnaase: 15-3 / 12-15 / 15-4
- Zhang Dan /  Zhang Yawen –  Lena Frier Kristiansen /  Kamilla Rytter Juhl: 15-6 / 15-8
- Cai Jiani /  Qian Hong –  Caren Hückstädt /  Carina Mette: w.o.
- Wei Yili /  Zhao Tingting –  Gail Emms /  Donna Kellogg: 15-7 / 15-3
- Cai Jiani /  Qian Hong –  Jiang Yanmei /  Li Yujia: 15-4 / 15-9
- Rikke Olsen /  Mette Schjoldager –  Nicole Grether /  Juliane Schenk: 15-10 / 4-15 / 15-1
- Zhang Dan /  Zhang Yawen –  Kumiko Ogura /  Reiko Shiota: 15-10 / 15-5
- Wei Yili /  Zhao Tingting –  Cai Jiani /  Qian Hong: 15-3 / 15-7
- Zhang Dan /  Zhang Yawen –  Rikke Olsen /  Mette Schjoldager: 15-8 / 15-9
- Wei Yili /  Zhao Tingting –  Zhang Dan /  Zhang Yawen: 15-13 / 12-15 / 15-7

### Mixed
- Kristian Roebuck /  Liza Parker –  Carsten Seiztberg /  Mia Nielsen: 15-7 / 17-14
- Anthony Clark /  Donna Kellogg –  Jens Marmsten /  Emma Hogberg: 15-9 / 15-3
- Jesper Larsen /  Anastasia Russkikh –  Eric Pang /  Yao Jie: 15-2 / 15-4
- Jonas Rasmussen /  Rikke Olsen –  Michael Fuchs /  Caren Hückstädt: 15-3 / 15-6
- Peter Steffensen /  Lena Frier Kristiansen –  David Lindley /  Suzanne Rayappan: 15-11 / 10-15 / 15-12
- Jürgen Koch /  Lene Mørk –  Kasper Faust Henriksen /  Tinne Kruse: 15-13 / 15-11
- Xie Zhongbo /  Zhang Yawen –  Michael Lamp /  Pernille Harder: 15-13 / 6-15 / 15-4
- Rasmus Bonde /  Christinna Pedersen –  Maxim Carpenco /  Nadejda Litvinenco: 15-10 / 15-1
- Fredrik Bergström /  Karin Schnaase –  Jim Ronny Andersen /  Helene Abusdal: 17-16 / 15-7
- Thomas Laybourn /  Kamilla Rytter Juhl –  Ingo Kindervater /  Kathrin Piotrowski: 15-5 / 15-10
- Chen Qiqiu /  Zhao Tingting –  Simon Mollyhus /  Karina Sørensen: 15-5 / 15-3
- Mathias Boe /  Helle Nielsen –  Roman Spitko /  Carina Mette: 15-9 / 15-3
- Robert Blair /  Natalie Munt –  Jesper Thomsen /  Britta Andersen: 15-3 / 15-10
- Carsten Mogensen /  Julie Houmann –  Hu Zhilang /  Qian Hong: 15-5 / 16-17 / 15-5
- Jens Eriksen /  Mette Schjoldager –  Johannes Schöttler /  Gitte Köhler: 15-1 / 15-9
- Nathan Robertson /  Gail Emms –  Peter Christophersen /  Christina Lund: w.o.
- Nathan Robertson /  Gail Emms –  Kristian Roebuck /  Liza Parker: 15-7 / 15-0
- Jesper Larsen /  Anastasia Russkikh –  Anthony Clark /  Donna Kellogg: 4-15 / 15-13 / 15-11
- Jonas Rasmussen /  Rikke Olsen –  Peter Steffensen /  Lena Frier Kristiansen: 15-9 / 15-6
- Xie Zhongbo /  Zhang Yawen –  Jürgen Koch /  Lene Mørk: 15-5 / 15-4
- Rasmus Bonde /  Christinna Pedersen –  Fredrik Bergström /  Karin Schnaase: 15-6 / 6-15 / 15-2
- Chen Qiqiu /  Zhao Tingting –  Thomas Laybourn /  Kamilla Rytter Juhl: 15-4 / 15-4
- Mathias Boe /  Helle Nielsen –  Robert Blair /  Natalie Munt: 11-15 / 15-10 / 17-14
- Jens Eriksen /  Mette Schjoldager –  Carsten Mogensen /  Julie Houmann: 15-10 / 15-12
- Nathan Robertson /  Gail Emms –  Jesper Larsen /  Anastasia Russkikh: 15-6 / 15-10
- Xie Zhongbo /  Zhang Yawen –  Jonas Rasmussen /  Rikke Olsen: 10-15 / 15-4 / 15-9
- Chen Qiqiu /  Zhao Tingting –  Rasmus Bonde /  Christinna Pedersen: 15-4 / 15-2
- Mathias Boe /  Helle Nielsen –  Jens Eriksen /  Mette Schjoldager: 15-10 / 15-8
- Nathan Robertson /  Gail Emms –  Xie Zhongbo /  Zhang Yawen: 15-11 / 15-7
- Chen Qiqiu /  Zhao Tingting –  Mathias Boe /  Helle Nielsen: 15-13 / 15-13
- Chen Qiqiu /  Zhao Tingting –  Nathan Robertson /  Gail Emms: 15-4 / 15-11